# Еггерсріт
Еггерсріт (нім. Eggersriet) — громада  в Швейцарії в кантоні Санкт-Галлен, виборчий округ Санкт-Галлен.

## Географія
Громада розташована на відстані близько 165 км на схід від Берна, 8 км на схід від Санкт-Галлена.
Еггерсріт має площу 8,9 км², з яких на 10% дозволяється будівництво (житлове та будівництво доріг), 56,6% використовуються в сільськогосподарських цілях, 33% зайнято лісами, 0,4% не є продуктивними (річки, льодовики або гори).

## Демографія
2019 року в громаді мешкало 2339 осіб (+7,8% порівняно з 2010 роком), іноземців було 9,7%. Густота населення становила 263 осіб/км².
За віковим діапазоном населення розподілялося таким чином: 23,2% — особи молодші 20 років, 54,8% — особи у віці 20—64 років, 22% — особи у віці 65 років та старші. Було 937 помешкань (у середньому 2,4 особи в помешканні).
Із загальної кількості 332 працюючих 77 було зайнятих в первинному секторі, 38 — в обробній промисловості, 217 — в галузі послуг.